# 独島体験館
独島体験館（トクトたいけんかん）はソウル特別市西大門区忠正路洞にある博物館。

## 概要

### 沿革
東北アジア歴史財団が主体となり、ソウル市民に独島（竹島）が正しく理解できるよう設立したとしている。韓国政府も23億ウォンを支援。開館は2012年9月14日。

### 展示場
体験館は東北アジア歴史財団ビル内にある。同館の広さは575平方メートル（170坪）で「歴史・未来館」「自然館」「4D映像館」「企画展示館」の4つで構成されている。
入場無料。開館時間は午前9時から午後6時（入館は午後5時まで）。月曜日は休館する。1月1日を除き祝日も開館する。

## 交通
- KORAIL空港鉄道、ソウル交通公社1号線、ソウル交通公社4号線及び京義線・ソウル駅駅から北に徒歩8分。
- ソウル交通公社2号線・市庁駅10番出口、もしくは忠正路駅3番出口からいずれも徒歩7分。
- ソウル交通公社5号線・西大門駅7番出口から南に徒歩7分。